# Badhamiopsis cavifera
Badhamiopsis cavifera ist eine Schleimpilzart aus der Ordnung der Physarida. Sie ist nur von einem einzigen Fund aus Japan bekannt.

## Merkmale
Die 0,3 bis 0,4 Millimeter im Durchmesser messenden, creme-weiß glänzenden Fruchtkörper sind polsterförmige Sporokarpe, an der Oberfläche mit vielen punktartigen Vertiefungen.
Das Peridium ist gelb-braun und mit weißem Kalk besetzt. Das Capillitium besteht aus einfachen, verzweigten oder etwas netzartig ausfallenden, dunkelbraunen Röhren, die an den Verbindungsstellen verdickt und an den Vertiefungen der Oberfläche mit dem Peridium verwachsen sind. Sie sind nur spärlich mit Kalkkörnchen besetzt. Die Sporen sind blass grau, an der Oberfläche dicht mit dunklen, bis zu 0,5 Mikrometern langen Stacheln besetzt und messen 13,5 bis 15 Mikrometer.

## Verbreitung
Badhamiopsis cavifera ist nur von einem Einzelfund aus Japan bekannt.

## Systematik und Forschungsgeschichte
Die Art wurde 1988 durch Neeltje Elizabeth Nannenga-Bremekamp und Yukinori Yamamoto erstbeschrieben. Sie gilt als der Gattung Diderma nahestehend.

## Nachweise
Fußnoten direkt hinter einer Aussage belegen die einzelne Aussage, Fußnoten direkt hinter einem Satzzeichen den gesamten vorangehenden Satz. Fußnoten hinter einer Leerstelle beziehen sich auf den kompletten vorangegangenen Text.
1. 1 2 3 4  discoverlife.org: Badhamiopsis cavifera Nann, -Bremek et Y. Yamam -- Discover Life, Zugriff am 10. April 2012
2. 1 2 3 4  Hermann Neubert, Wolfgang Nowotny, Karlheinz Baumann, Heidi Marx: Die Myxomyceten Deutschlands und des angrenzenden Alpenraumes unter besonderer Berücksichtigung Österreichs. Bd. 2, Karlheinz Baumann Verlag, Gomaringen 2000, ISBN 3-929822-01-6, S. 185